# Keisuke Hada
Keisuke Hada (羽田 敬介?, Hada Keisuke; Prefettura di Ehime, 20 febbraio 1978) è un allenatore di calcio ed ex calciatore giapponese, di ruolo portiere.